# Manbuta ocresia
Manbuta ocresia är en fjärilsart som beskrevs av William Schaus 1924. Manbuta ocresia ingår i släktet Manbuta och familjen nattflyn. Inga underarter finns listade i Catalogue of Life.